# Liste von Kampfwagenkanonen gemäß den Kennblättern fremden Geräts D 50/4 und D 50/5

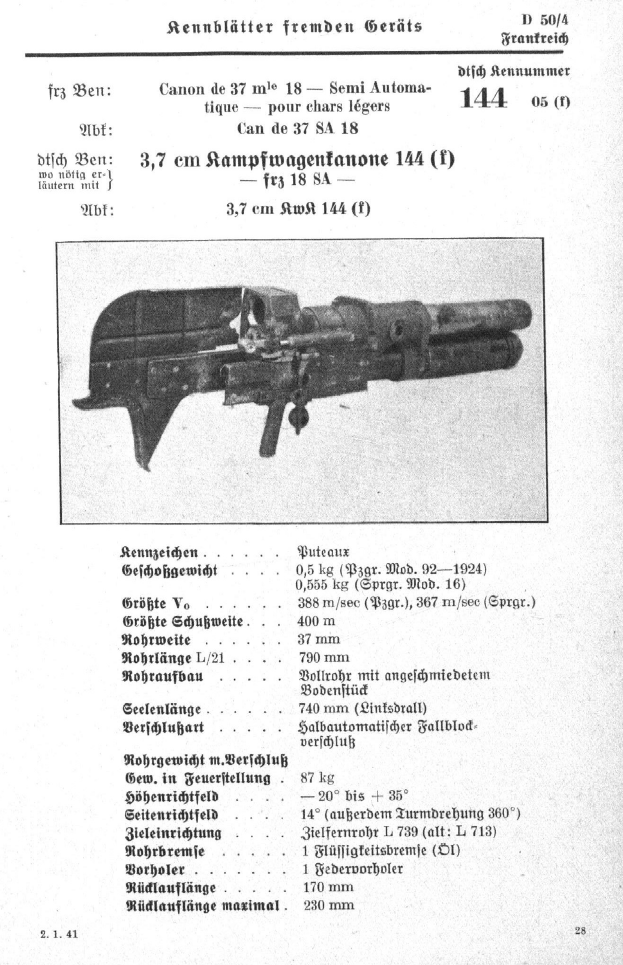
Kennblattbeispiel zu
D 50/4 Nr 144 05 (f)

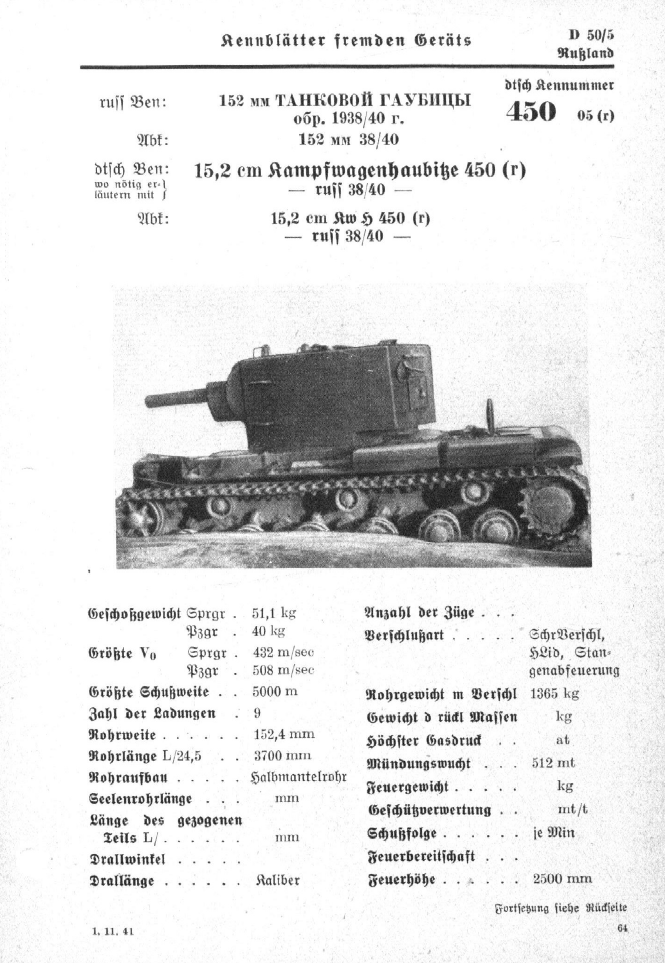
Kennblattbeispiel zu
D 50/5 Nr 450 05 (r)

In dieser Liste von Kampfwagenkanonen gemäß den Kennblättern fremden Geräts D 50/4 und D 50/5 werden Fremdgeräte vom Typ Kampfwagenkanone aufgeführt, die vom Heereswaffenamt verzeichnet wurden.
Nachfolgend ein Überblick/Auszug zur offiziellen Dokumentation Kennblätter fremden Geräts D 50/4: Leichte Geschütze und D 50/5: Schwere Geschütze.

## Hinweise zur Liste
Aufbau der Tabelle
Untenstehende Tabelle führt folgenden Spalteninhalte:
- dtsch. Kennnr. (deutsche Kenn-Nummer), dies entspricht dem Originalindex in den Kopfzeilen der Kennblätter mit Kennnummer, Stoffgebietenummer und Beutezeichen.
- Abk. dtsch. Ben. (Abkürzung deutsche Benennung), Originalbezeichnung entnommen aus der fünften Zeile der Kennblätter.
- Landesbez. nach HWA (Heereswaffenamt), Originalangaben entnommen aus der ersten Zeile der Kennblätter.
- (Wikipedia-Artikel) Link zum Wikipedia-Artikel in runden Klammern in der zweiten Zeile unter Landesbez. nach HWA.
- Bild, eine Bildauswahl aus Wikipedia für dieses Objekt.
- Kal. cm (Kaliber), entnommen aus den technischen Angaben der Kennblätter.
- Bemerkungen, Originalangaben entnommen aus den erweiterten Angaben der Kennblätter.

 Info: Die in der Tabelle angegebenen Originaleinträge sollen nicht geändert werden, weil diese den Angaben aus den Kennblättern entsprechen. Nach neuerem Forschungsstand sind teilweise Errata in den Kennblättern erkannt worden. Diese werden unten im Abschnitt Anmerkungen jeweils zur Kenn-Nummer erläutert. Die Wikilinks in den runden Klammern sollten das Lemma der entsprechenden Artikel in Wikipedia enthalten.

## Tabellarische Übersicht
| dtsch. Kennr. | Abk. dtsch. Ben.         | Landesbez.nach HWA (Wikipedia-Artikel)                                             | Bild | Kal. cm | Bemerkungen |
| ------------- | ------------------------ | ---------------------------------------------------------------------------------- | ---- | ------- | --- |
| 121 05 (f)    | 2,5 cm Kw. K. 121 (f)    | in D 50/4 keine Angabe (Canon léger de 25 antichar SA-L mle 1937)                  |      | 2,5     | Pz. Sp. Wg. P 204 (f) |
| 143 05 (f)    | 3,7 cm Kw. K. 143 (f)    | Canon de 37 Mle 38 Semi Automatique (Canon de char de 3 SA 38                      |      | 3,7     | Pz. Kpfw. 38 H 735 (f) Pz. Kpfw. FCM 737 (f) |
| 144 05 (f)    | 3,7 cm Kw. K. 144 (f)    | Canon de 37 Mle 18 Semi Automatique pour chars légers (Puteaux SA 18)              |      | 3,7     | Pz. Kpfw. 17 R 730 (f) Pz. Kpfw. 35 R 371 (f) Pz. Kpfw. 35 H 734 (f) Pz. Kpfw. 38 H 735 (f) |
| 149 05 (a)    | 3,7 cm Kw. K. 149 (a)    | 37 mm Gun, Tank, M 5 (37-mm-Geschütz M3)                                           |      | 3,7     | Pz. Kpfw. M 2 A 1-732 (a) Pz. Kpfw. M 2 A 4-740 (a) Pz. Kpfw. M 3-747 (a) M3 Stuart |
| 163 05 (i)    | 3,7 cm Kw. K. 163 (i)    | Cannone da 37 per Carri armati R 35 (Puteaux SA 18)                                |      | 3,7     | Pz. Kpfw. 35 R 731 (f) |
| 164 05 (i)    | 3,7 cm Kw. K. 164 (i)    | Cannone da 37/40 per Carri armati (Vickers-Terni 37/40 modello 18)                 |      | 3,7     | Pz. Kpfw. M/11-39 (i) |
| 171 05 (e)    | 4 cm Kw. K. 171 (e)      | QF 2-Pr Marks IX ans X on mountings 2 Pr in tanks, cruiser (Ordnance QF 2-Pfünder) |      | 4       | l. Pz. Kpfw. Mk. VII 737 (e) Kr. Pz. Kpfw. Mk. I 741 (e) Kr. Pz. Kpfw. Mk. II 742 (e) Kr. Pz. Kpfw. Mk. III 743 (e) Kr. Pz. Kpfw. Mk. V 745 (e) Kr. Pz. Kpfw. Mk. VI 746 (e) I. Pz. Kpfw. Mk. II 748 (e) I. Pz. Kpfw. Mk. III 749 (e) Churchill |
| 173 05 (f)    | 4,7 cm Kw. K. 173 (f)    | Canon de 47 mle 35 Semi Automatique (Canon de 47 mm AC modèle 1934)                |      | 4,7     | Pz. Kpfw. 35 S 739 (f) Pz. Kpfw. B 1 Bis 740 (f) |
| 184/2 05 (r)  | 4,5 cm Kw. K. 184/2 (r)  | 45 мм танковая пушка 1932 (45-mm-Panzerabwehrkanone M1932 (19-K))                  |      | 4,5     | Pz. Sp. Wg. 203 (r) Pz. Kpfw. T 26 A 737 (r) Pz. Kpfw. T 26 B 738 (r) Pz. Kpfw. T 26 C 740 (r) Pz. Kpfw. BT 742 (r) Pz. Kpfw. T 60-743 (r) Pz. Kpfw. T 35 A 751 (r) Pz. Kpfw. T 35 C 752 (r)                                                    |
| 184/3 05 (r)  | 4,5 cm Kw. K. 184/3 (r)  | 45 мм танковая пушка 1934 (45-mm-Panzerabwehrkanone M1932 (19-K))                  |      | 4,5     | anderer Verschlussbeweger Pz. Sp. Wg. 203 (r) Pz. Kpfw. T 26 A 737 (r) Pz. Kpfw. T 26 B 738 (r) Pz. Kpfw. T 26 C 740 (r) Pz. Kpfw. BT 742 (r) Pz. Kpfw. T 60-743 (r) Pz. Kpfw. T 35 A 751 (r) Pz. Kpfw. T 35 C 752 (r)                          |
| 184/4 05 (r)  | 4,5 cm Kw. K. 184/4 (r)  | 45 мм танковая пушка 1934 C электро (45-mm-Panzerabwehrkanone M1932 (19-K))        |      | 4,5     | elektrische Abfeuerung nachgerüstet Pz. Sp. Wg. 203 (r) Pz. Kpfw. T 26 A 737 (r) Pz. Kpfw. T 26 B 738 (r) Pz. Kpfw. T 26 C 740 (r) Pz. Kpfw. BT 742 (r) Pz. Kpfw. T 60-743 (r) Pz. Kpfw. T 35 A 751 (r) Pz. Kpfw. T 35 C 752 (r)                |
| 184/5 05(r)   | 4,5 cm Kw. K. 184/5 (r)  | 45 мм танковая пушка 1938 (45-mm-Panzerabwehrkanone M1932 (19-K))                  |      | 4,5     | elektrische Abfeuerung Pz. Sp. Wg. 203 (r) Pz. Kpfw. T 26 A 737 (r) Pz. Kpfw. T 26 B 738 (r) Pz. Kpfw. T 26 C 740 (r) Pz. Kpfw. BT 742 (r) Pz. Kpfw. T 60-743 (r) Pz. Kpfw. T 35 A 751 (r) Pz. Kpfw. T 35 C 752 (r)                             |
| 251 05 (f)    | 7,5 cm Kw. K. 251 (f)    | Canon de 75 Mle 35 Semi Automatique pour char G 1 (75 mm L/17 ABS SA 35)           |      | 7,5     | Pz. Kpfw. B 1 Bis 740 (f) |
| 290/1 05 (r)  | 7,62 cm Kw. K. 290/1 (r) | 76 мм танковая пушка 1927/32 (76-mm-Regimentskanone M1927)                         |      | 7,62    | Pz. Kpfw. T 28-746 (r) |
| 308 05 (r)    | 7,62 cm Kw. K. 308 (r)   | 76 мм танковая пушка 1940 (F-34)                                                   |      | 7,62    | Pz. Kpfw. T 34-747 (r) |
| 310 05 (r)    | 7,62 cm Kw. K. 310 (r)   | 76 мм танковая пушка 1938/39 (L-11)                                                |      | 7,62    | Pz. Kpfw. KV 1 A 753 (r) |
| 310/1 05 (r)  | 7,62 cm Kw. K. 310/1 (r) | 76 мм танковая пушка 1939 (F-32)                                                   |      | 7,62    | Pz. Kpfw. KV 1 B 755 (r) |
| 310/2 05 (r)  | 7,62 cm Kw. K. 310 (r)   | 76 мм танковая пушка 1938/39 (L-11)                                                |      | 7,62    | neuer Verschluss Pz. Kpfw. KV 1 A 753 (r) |
| 311 05 (e)    | 9,4 cm Kw. K. 311 (e)    | QF 3,7 inch Mortar Mark I Ordnance QF 95 mm howitzer                               |      | 9,4     | Churchill Mk V Churchill Mk VIII Cromwell Mk VI Cromwell Mk VIII Centaur Mk IV |
| dtsch. Kennr. | Abk. dtsch. Ben.         | Landesbez.nach HWA (Wikipedia-Artikel)                                             | Bild | Kal. cm | Bemerkungen |
| 450 05 (r)    | 15,2 cm Kw. H. 450 (r)   | 152 мм танковая гаубица обр. 1938/40 (152-mm-Haubitze M1938 (M-10))                |      | 15,2    | neuer Verschluss Pz. Kpfw. KV 2 754 (r) |